# Runnemede
Ne doit pas être confondu avec Runnymede.
Runnemede est un borough situé dans le comté de Camden, dans l’État du New Jersey, aux États-Unis.